# Чаклуни поза Вейверлі
Чаклуни поза Вейверлі (англ. Wizards Beyond Waverly Place) – майбутній американський комедійний телесеріал, який стане спінофом і продовженням Чаклунів з Вейверлі. Прем'єра запланована на 29 жовтня 2024 року на Disney Channel. Девід Генрі повторить свою роль Джастіна Руссо. Також у ролях Мімі Джанопулос, Алкайо Тіле, Макс Матенко, Дженіс ЛеЕнн Браун та Тейлор Кора. У пілотному епізоді Селена Гомес також зіграє роль своєї героїні із Чаклунів із Вейверлі Алекс Руссо. Пілотний епізод, знятий у лютому 2024 року, написали Джед Елінофф і Скотт Томас, а режисером став Енді Фікман. Генрі, Гомес, Елінофф, Томас і Фікман є виконавчими продюсерами серіалу разом з Гері Маршем.

## Акторський склад

### Головні ролі
- Девід Генрі[en] – Джастін Руссо [4]
- Мімі Джанопулос[en] – Джіада, дружина Джастіна [5]
- Алкайо Тіле – Роман Руссо, старший син Джастіна та старший брат Майло [5]
- Макс Матенко – Міло Руссо, молодший син Джастіна і молодший брат Романа [6]
- Дженіс ЛеЕнн Браун – Біллі, юна чарівниця [5]
- Тейлор Кора – Вінтер, найкраща подруга Біллі [7]

### Другорядні ролі
- Селена Гомес – Алекс Руссо[en], молодша сестра Джастіна та тітка Майло й Романа [4]
- Марія Каналс-Баррера[en] – Тереза Руссо, матір Джастіна та Алекса та бабуся Майло та Романа [8]
- Девід ДеЛуїз[en] – Джеррі Руссо, батько Джастіна й Алекса та дід Майло й Романа [9]

## Список епізодів
| № серії | Назва серії | Режисер(и)  | Сценарист(и)               | Оригінальна дата показу | Глядачів U.S. (млн) |
| ------- | ----------- | ----------- | -------------------------- | ----------------------- | ------------------- |
| 1       | «Пілот»     | Енді Фікман | Джед Елінофф і Скотт Томас | 29 жовтня 2024          | Буде визначено      |

## Виробництво

### Розробка
18 січня 2024 року було оголошено, що компанія Disney замовила пілотний епізод для продовження телесеріалу «Чаклуни з Вейверлі» .  Пілотний епізод написали Джед Елінофф і Скотт Томас, які створили Дім Ворона, продовження фільму That's So Raven. Режисером став Енді Фікман . Елінофф, Томас і Фікман збираються стати виконавчими продюсерами серіалу разом із зірками Селеною Гомес і Девідом Генрі, а також Гері Маршем. Пілот відзняли 1 лютого 2024 рок . У серіалі персонаж Генрі (Джастін) відмовився від своїх чарівних сил, щоб жити як звичайна людина . 22 березня 2024 року стало відомо, що Disney Channel замовили пілот сезонe. Виробництво почалося в Лос-Анджелесі у квітні 2024 року. Режисерами стали Рейвен-Сімоне та Даніель Фішель. Енді Фікман також зняв додаткові епізоди поза пілотним. 

### Кастинг
Девід Генрі має намір повторити свою роль Джастіна Руссо, а Селена Гомес зіграє запрошену роль у пілоті та продовжить виконувати роль другорядної персонажки Алекс Руссо. Мімі Джанопулос зіграла Джіаду, дружину Джастіна, а Алкайо Тіле зіграє їхнього старшого сина Романа. Крім того, Дженіс ЛіЕнн Браун зіграє роль Біллі, юну чарівницю, яка шукає допомоги Джастіна в навчанні чарів. У той час, коли було замовлено серіал, повідомлялося, що Макс Матенко був обраний на роль Майло, молодшого сина Джастіна. Очікується, що Тейлор Кора з'явиться як Вінтер, найкраща подруга Біллі. Пізніше було оголошено, що Девід ДеЛуїз знову зіграє роль батька Джастіна Джеррі.

## Трансляція
Прем’єра Чаклунів поза Вейверлі запланована на 29 жовтня 2024 року на Disney Channel із двома новими епізодами. Перші вісім епізодів будуть доступні для трансляції на Disney+ наступного дня.